# Syzygium tenuicorticum
Syzygium tenuicorticum är en myrtenväxtart som beskrevs av Peter Shaw Ashton. Syzygium tenuicorticum ingår i släktet Syzygium och familjen myrtenväxter. Inga underarter finns listade i Catalogue of Life.